# Alma flygplats
Alma Airport är en flygplats i Kanada.   Den ligger i regionen Saguenay–Lac-Saint-Jean och provinsen Québec, i den östra delen av landet, 500 km nordost om huvudstaden Ottawa. Alma Airport ligger 129 meter över havet.
Terrängen runt Alma Airport är platt. Närmaste större samhälle är Alma, 4,6 km norr om Alma Airport. 
I omgivningarna runt Alma Airport växer i huvudsak blandskog. Runt Alma Airport är det ganska glesbefolkat, med 27 invånare per kvadratkilometer.